# Francesco Gonzaga (duca 1684)
Francesco Gonzaga, I duca di Solferino (5 agosto 1684 – Madrid, 2 giugno 1758), è stato un nobile italiano.

## Biografia
Figlio di Ferdinando II Gonzaga, quinto e ultimo principe di Castiglione, e di Laura Pico della Mirandola si trasferì giovanissimo in Spagna dove ricoprì importanti incarichi alla corte del re Filippo V.
Su concessione del re, il 21 dicembre 1717 venne creato il titolo di Duca di Solferino e Francesco divenne pertanto il I duca.

## Discendenza
Francesco sposò in prime nozze nel 1716 Isabel Zacarías Ponce de León y Alencastre (1669-1721), vedova di Antonio Martín Álvarez de Toledo y Guzmán (1669-1711), dalla quale non ebbe figli.
Sposò nel 1722 in seconde nozze Giulia Chiteria (Litteria) Caracciolo (1705-1756), figlia di don Carmine Niccolò, principe di Santo Buono, dalla quale ebbe numerosi figli, tra questi:
- Maria Luigia (1726-1773), II duchessa di Solferino, sposò Joachim Atanasio Pignatelli Aragona Cortez (1724-1776)[2][3];
- Maria Francesca (1731-1757), sposò Pedro de Alcántara Fernández de Córdoba y Moncada, XII duca di Medinaceli;[4]
- Maria Antonia Dorotea (1735-1801), sposò Antonio Álvarez de Toledo Osorio, marchese di Villafranca del Bierzo;
- Filippo Luigi (1738-1740);
- Filippo Luigi (1740-m. 3 dicembre 1762), sposò Maria de la Cerda di Medina Coeli; il figlio, Giuseppe Luigi (n. 19 marzo 1761 - m. 10 giugno 1818), dal suo secondo matrimonio con Giulia Eufrosina Esterhazy, ebbe Alessandro Andrea, che rivendicò la successione sul ducato di Mantova e del Monferrato e su tutti gli altri feudi gonzagheschi.

## Ascendenza
|                                    |                                  |                                   | Genitori                   |  |  | Nonni |  |  | Bisnonni           |  |  | Trisnonni        |  |
|                                    |                                  |                                   |                            |  |  |       |  |  | Cristierno Gonzaga |  |  | Ferrante Gonzaga |  |
|                                    |                                  |                                   |                            |  |  |       |  |  | Cristierno Gonzaga |  |  | Ferrante Gonzaga |  |
|                                    |                                  | Marta Tana                        |                            |  |  |       |  |  | Cristierno Gonzaga |  |  |                  |  |
| Carlo Gonzaga                      |                                  |                                   |                            |  |  |       |  |  | Cristierno Gonzaga |  |  |                  |  |
|                                    |                                  | Marcella Malaspina                | Alfonso Malaspina          |  |  |       |  |  |                    |  |  |                  |  |
|                                    |                                  | Marcella Malaspina                | Alfonso Malaspina          |  |  |       |  |  |                    |  |  |                  |  |
|                                    |                                  | Marcella Malaspina                | Ginevra Marioni            |  |  |       |  |  |                    |  |  |                  |  |
| Ferdinando II Gonzaga              |                                  | Marcella Malaspina                |                            |  |  |       |  |  |                    |  |  |                  |  |
|                                    |                                  | Lelio Martinengo                  | …                          |  |  |       |  |  |                    |  |  |                  |  |
|                                    |                                  | Lelio Martinengo                  | …                          |  |  |       |  |  |                    |  |  |                  |  |
|                                    |                                  | Lelio Martinengo                  | …                          |  |  |       |  |  |                    |  |  |                  |  |
| Isabella Martinengo                |                                  | Lelio Martinengo                  |                            |  |  |       |  |  |                    |  |  |                  |  |
|                                    |                                  | Elena Furietti                    | …                          |  |  |       |  |  |                    |  |  |                  |  |
|                                    |                                  | Elena Furietti                    | …                          |  |  |       |  |  |                    |  |  |                  |  |
|                                    |                                  | Elena Furietti                    | …                          |  |  |       |  |  |                    |  |  |                  |  |
| Francesco Gonzaga                  |                                  | Elena Furietti                    |                            |  |  |       |  |  |                    |  |  |                  |  |
|                                    | Galeotto IV Pico della Mirandola | Alessandro I Pico della Mirandola |                            |  |  |       |  |  |                    |  |  |                  |  |
|                                    | Galeotto IV Pico della Mirandola | Alessandro I Pico della Mirandola |                            |  |  |       |  |  |                    |  |  |                  |  |
|                                    | Galeotto IV Pico della Mirandola | Eleonora Segni                    |                            |  |  |       |  |  |                    |  |  |                  |  |
| Alessandro II Pico della Mirandola | Galeotto IV Pico della Mirandola |                                   |                            |  |  |       |  |  |                    |  |  |                  |  |
|                                    |                                  | Maria Cybo-Malaspina              | Carlo I Cybo-Malaspina     |  |  |       |  |  |                    |  |  |                  |  |
|                                    |                                  | Maria Cybo-Malaspina              | Carlo I Cybo-Malaspina     |  |  |       |  |  |                    |  |  |                  |  |
|                                    |                                  | Maria Cybo-Malaspina              | Brigida Spinola            |  |  |       |  |  |                    |  |  |                  |  |
| Laura Pico della Mirandola         |                                  | Maria Cybo-Malaspina              |                            |  |  |       |  |  |                    |  |  |                  |  |
|                                    |                                  | Alfonso III d'Este                | Cesare d'Este              |  |  |       |  |  |                    |  |  |                  |  |
|                                    |                                  | Alfonso III d'Este                | Cesare d'Este              |  |  |       |  |  |                    |  |  |                  |  |
|                                    |                                  | Alfonso III d'Este                | Virginia de' Medici        |  |  |       |  |  |                    |  |  |                  |  |
| Anna Beatrice d'Este               |                                  | Alfonso III d'Este                |                            |  |  |       |  |  |                    |  |  |                  |  |
|                                    |                                  | Isabella di Savoia                | Carlo Emanuele I di Savoia |  |  |       |  |  |                    |  |  |                  |  |
|                                    |                                  | Isabella di Savoia                | Carlo Emanuele I di Savoia |  |  |       |  |  |                    |  |  |                  |  |
|                                    |                                  | Isabella di Savoia                | Caterina Michela d'Asburgo |  |  |       |  |  |                    |  |  |                  |  |
|                                    |                                  | Isabella di Savoia                |                            |  |  |       |  |  |                    |  |  |                  |  |